# ألدو رومانو (عازف جاز)
ألدو رومانو (بالإيطالية: Aldo Romano) هو عازف جاز إيطالي، ولد في 16 يناير 1941 في بلونو في إيطاليا.

## وصلات خارجية
- ألدو رومانو على موقع ميوزك برينز (الإنجليزية)
- ألدو رومانو على موقع أول ميوزيك (الإنجليزية)
- ألدو رومانو على موقع ديسكوغز (الإنجليزية)